# Список астероїдів (5101—5200)
| Назва                              | Тимчасове позначення | Дата відкриття    | Місце відкриття                     | Відкривач                                              |
| ---------------------------------- | -------------------- | ----------------- | ----------------------------------- | ------------------------------------------------------ |
| 5101 Ахмеров (Akhmerov)            | 1985 UB5             | 22 жовтня 1985    | КрАО                                | Журавльова Людмила Василівна                           |
| 5102 Бенфранклін (Benfranklin)     | 1986 RD1             | 2 вересня 1986    | Обсерваторія Клеть                  | Антонін Мркос                                          |
| 5103 Дівіс (Divis)                 | 1986 RP1             | 4 вересня 1986    | Обсерваторія Клеть                  | Антонін Мркос                                          |
| 5104 Скрипниченко (Skripnichenko)  | 1986 RU5             | 7 вересня 1986    | КрАО                                | Черних Людмила Іванівна                                |
| 5105 Вестерхаут (Westerhout)       | 1986 TM1             | 4 жовтня 1986     | Станція Андерсон-Меса               | Едвард Бовелл                                          |
| 5106 Мортенсен (Mortensen)         | 1987 DJ              | 19 лютого 1987    | Обсерваторія Брорфельде             | Поуль Єнсен                                            |
| (5107) 1987 DS6                    | 1987 DS6             | 24 лютого 1987    | Обсерваторія Ла-Сілья               | Анрі Дебеонь                                           |
| 5108 Лубек (Lubeck)                | 1987 QG2             | 21 серпня 1987    | Обсерваторія Ла-Сілья               | Ерік Вальтер Ельст                                     |
| 5109 Robertmiller                  | 1987 RM1             | 13 вересня 1987   | Обсерваторія Ла-Сілья               | Анрі Дебеонь                                           |
| 5110 Бельджирате (Belgirate)       | 1987 SV              | 19 вересня 1987   | Станція Андерсон-Меса               | Едвард Бовелл                                          |
| 5111 Джекліф (Jacliff)             | 1987 SE4             | 29 вересня 1987   | Станція Андерсон-Меса               | Едвард Бовелл                                          |
| 5112 Кусаї (Kusaji)                | 1987 SM13            | 23 вересня 1987   | Обсерваторія Кушіро                 | Сейджі Уеда, Хіроші Канеда                             |
| 5113 Коно (Kohno)                  | 1988 BN              | 19 січня 1988     | Обсерваторія Ґейсей                 | Тсутому Секі                                           |
| 5114 Едзо (Yezo)                   | 1988 CO              | 15 лютого 1988    | Обсерваторія Кушіро                 | Сейджі Уеда, Хіроші Канеда                             |
| 5115 Фрімут (Frimout)              | 1988 CD4             | 13 лютого 1988    | Обсерваторія Ла-Сілья               | Ерік Вальтер Ельст                                     |
| 5116 Корсар (Korsor)               | 1988 EU              | 13 березня 1988   | Обсерваторія Брорфельде             | Поуль Єнсен                                            |
| 5117 Мокотояма (Mokotoyama)        | 1988 GH              | 8 квітня 1988     | Обсерваторія Кітамі                 | Кін Ендате, Кадзуро Ватанабе                           |
| 5118 Елнапул (Elnapoul)            | 1988 RB              | 7 вересня 1988    | Обсерваторія Брорфельде             | Поуль Єнсен                                            |
| (5119) 1988 RA1                    | 1988 RA1             | 8 вересня 1988    | Обсерваторія Брорфельде             | Поуль Єнсен                                            |
| 5120 Bitias                        | 1988 TZ1             | 13 жовтня 1988    | Паломарська обсерваторія            | Керолін Шумейкер                                       |
| 5121 Нумадзава (Numazawa)          | 1989 AX1             | 15 січня 1989     | Обсерваторія Кітамі                 | Масаюкі Янаї, Кадзуро Ватанабе                         |
| 5122 Муха (Mucha)                  | 1989 AZ1             | 3 січня 1989      | Обсерваторія Клеть                  | Антонін Мркос                                          |
| (5123) 1989 BL                     | 1989 BL              | 28 січня 1989     | Обсерваторія Ґекко                  | Йошіакі Ошіма                                          |
| 5124 Мураока (Muraoka)             | 1989 CW              | 4 лютого 1989     | Обсерваторія Ґейсей                 | Тсутому Секі                                           |
| 5125 Окусірі (Okushiri)            | 1989 CN1             | 10 лютого 1989    | Обсерваторія Кушіро                 | Сейджі Уеда, Хіроші Канеда                             |
| 5126 Achaemenides                  | 1989 CH2             | 1 лютого 1989     | Паломарська обсерваторія            | Керолін Шумейкер                                       |
| 5127 Брунс (Bruhns)                | 1989 CO3             | 4 лютого 1989     | Обсерваторія Ла-Сілья               | Ерік Вальтер Ельст                                     |
| 5128 Вакабаясі (Wakabayashi)       | 1989 FJ              | 30 березня 1989   | Станція Аясі обсерваторії Сендай    | Масахіро Коїсікава                                     |
| 5129 Ґрум (Groom)                  | 1989 GN              | 7 квітня 1989     | Паломарська обсерваторія            | Е. Гелін                                               |
| 5130 Ilioneus                      | 1989 SC7             | 30 вересня 1989   | Паломарська обсерваторія            | Керолін Шумейкер                                       |
| (5131) 1990 BG                     | 1990 BG              | 21 січня 1990     | Паломарська обсерваторія            | Е. Гелін, Браян Роман                                  |
| 5132 Мейнард (Maynard)             | 1990 ME              | 22 червня 1990    | Паломарська обсерваторія            | Генрі Гольт                                            |
| 5133 Філіпадамс (Phillipadams)     | 1990 PA              | 12 серпня 1990    | Обсерваторія Сайдинг-Спрінг         | Роберт Макнот                                          |
| 5134 Ебілсон (Ebilson)             | 1990 SM2             | 17 вересня 1990   | Паломарська обсерваторія            | Генрі Гольт                                            |
| 5135 Нібутані (Nibutani)           | 1990 UE              | 16 жовтня 1990    | Обсерваторія Кушіро                 | Сейджі Уеда, Хіроші Канеда                             |
| 5136 Беґґелі (Baggaley)            | 1990 UG2             | 20 жовтня 1990    | Обсерваторія Сайдинг-Спрінг         | Роберт Макнот                                          |
| 5137 Фреверт (Frevert)             | 1990 VC              | 8 листопада 1990  | Кйонська обсерваторія               | Дж. Баур                                               |
| 5138 Ґьода (Gyoda)                 | 1990 VD2             | 13 листопада 1990 | Окутама                             | Цуному Хіокі, Шудзі Хаякава                            |
| 5139 Румой (Rumoi)                 | 1990 VH4             | 13 листопада 1990 | Каґошіма                            | Масару Мукаї, Масанорі Такеїші                         |
| 5140 Кіда (Kida)                   | 1990 XH              | 8 грудня 1990     | Обсерваторія Кушіро                 | Сейджі Уеда, Хіроші Канеда                             |
| 5141 Татібана (Tachibana)          | 1990 YB              | 16 грудня 1990    | Обсерваторія Ґейсей                 | Тсутому Секі                                           |
| 5142 Окутама (Okutama)             | 1990 YD              | 18 грудня 1990    | Окутама                             | Цуному Хіокі, Шудзі Хаякава                            |
| 5143 Геркулес (Heracles)           | 1991 VL              | 7 листопада 1991  | Паломарська обсерваторія            | Керолін Шумейкер                                       |
| 5144 Achates                       | 1991 XX              | 2 грудня 1991     | Паломарська обсерваторія            | Керолін Шумейкер                                       |
| 5145 Фолос (Pholus)                | 1992 AD              | 9 січня 1992      |                                     |                                                        |
| 5146 Мойва (Moiwa)                 | 1992 BP              | 28 січня 1992     | Обсерваторія Кушіро                 | Сейджі Уеда, Хіроші Канеда                             |
| 5147 Маруяма (Maruyama)            | 1992 BQ              | 28 січня 1992     | Обсерваторія Кушіро                 | Сейджі Уеда, Хіроші Канеда                             |
| 5148 Джордано (Giordano)           | 5557 P-L             | 17 жовтня 1960    | Паломарська обсерваторія            | К. Й. ван Гаутен, І. ван Гаутен-Ґроневельд, Т. Герельс |
| 5149 Лейбніц (Leibniz)             | 6582 P-L             | 24 вересня 1960   | Паломарська обсерваторія            | К. Й. ван Гаутен, І. ван Гаутен-Ґроневельд, Т. Герельс |
| 5150 Фелліні (Fellini)             | 7571 P-L             | 17 жовтня 1960    | Паломарська обсерваторія            | К. Й. ван Гаутен, І. ван Гаутен-Ґроневельд, Т. Герельс |
| 5151 Вієрстра (Weerstra)           | 2160 T-2             | 29 вересня 1973   | Паломарська обсерваторія            | К. Й. ван Гаутен, І. ван Гаутен-Ґроневельд, Т. Герельс |
| 5152 Лабс (Labs)                   | 1931 UD              | 18 жовтня 1931    | Обсерваторія Гейдельберг-Кеніґштуль | К. В. Райнмут                                          |
| (5153) 1940 GO                     | 1940 GO              | 9 квітня 1940     | Турку                               | Ірйо Вяйсяля                                           |
| 5154 Леонов (Leonov)               | 1969 TL1             | 8 жовтня 1969     | КрАО                                | Черних Людмила Іванівна                                |
| 5155 Денисюк (Denisyuk)            | 1972 HR              | 18 квітня 1972    | КрАО                                | Смирнова Тамара Михайлівна                             |
| 5156 Ґолант (Golant)               | 1972 KL              | 18 травня 1972    | КрАО                                | Смирнова Тамара Михайлівна                             |
| 5157 Хіндеміт (Hindemith)          | 1973 UB5             | 27 жовтня 1973    | Обсерваторія Карла Шварцшильда      | Ф. Бернґен                                             |
| 5158 Огарев (Ogarev)               | 1976 YY              | 16 грудня 1976    | КрАО                                | Черних Людмила Іванівна                                |
| 5159 Барбін (Burbine)              | 1977 RG              | 9 вересня 1977    | Гарвардська обсерваторія            | Гарвардська обсерваторія                               |
| 5160 Кемос (Camoes)                | 1979 YO              | 23 грудня 1979    | Обсерваторія Ла-Сілья               | Анрі Дебеонь, Едґар Нетто                              |
| 5161 Вайтмен (Wightman)            | 1980 TX3             | 9 жовтня 1980     | Паломарська обсерваторія            | Керолін Шумейкер                                       |
| 5162 П'ємонт (Piemonte)            | 1982 BW              | 18 січня 1982     | Станція Андерсон-Меса               | Едвард Бовелл                                          |
| (5163) 1983 TD2                    | 1983 TD2             | 9 жовтня 1983     | Станція Андерсон-Меса               | Дж. Ваґнер                                             |
| 5164 Мулло (Mullo)                 | 1984 WE1             | 20 листопада 1984 | Коссоль                             | Крістіан Поллас                                        |
| 5165 Віденом (Videnom)             | 1985 CG              | 11 лютого 1985    | Обсерваторія Брорфельде             | Поуль Єнсен                                            |
| 5166 Олсон (Olson)                 | 1985 FU1             | 22 березня 1985   | Станція Андерсон-Меса               | Едвард Бовелл                                          |
| 5167 Джохармс (Joeharms)           | 1985 GU1             | 11 квітня 1985    | Паломарська обсерваторія            | Керолін Шумейкер, Юджин Шумейкер                       |
| 5168 Дженнер (Jenner)              | 1986 EJ              | 6 березня 1986    | Паломарська обсерваторія            | Керолін Шумейкер, Юджин Шумейкер                       |
| 5169 Дюффелл (Duffell)             | 1986 RU2             | 6 вересня 1986    | Станція Андерсон-Меса               | Едвард Бовелл                                          |
| 5170 Сіссонс (Sissons)             | 1987 EH              | 3 березня 1987    | Станція Андерсон-Меса               | Едвард Бовелл                                          |
| 5171 Авґустесен (Augustesen)       | 1987 SQ3             | 25 вересня 1987   | Обсерваторія Брорфельде             | Поуль Єнсен                                            |
| 5172 Йосіюкі (Yoshiyuki)           | 1987 UX1             | 28 жовтня 1987    | Обсерваторія Кушіро                 | Сейджі Уеда, Хіроші Канеда                             |
| 5173 Ст'єрнеборг (Stjerneborg)     | 1988 EM1             | 13 березня 1988   | Обсерваторія Брорфельде             | Поуль Єнсен                                            |
| 5174 Окуґі (Okugi)                 | 1988 HF              | 16 квітня 1988    | Обсерваторія Кітамі                 | Масаюкі Янаї, Кадзуро Ватанабе                         |
| 5175 Аблес (Ables)                 | 1988 VS4             | 4 листопада 1988  | Паломарська обсерваторія            | Керолін Шумейкер, Юджин Шумейкер                       |
| 5176 Йоіті (Yoichi)                | 1989 AU              | 4 січня 1989      | Обсерваторія Кушіро                 | Сейджі Уеда, Хіроші Канеда                             |
| 5177 Хуговольф (Hugowolf)          | 1989 AY6             | 10 січня 1989     | Обсерваторія Карла Шварцшильда      | Ф. Бернґен                                             |
| 5178 Паттазі (Pattazhy)            | 1989 CD4             | 1 лютого 1989     | Обсерваторія Вайну-Баппу            | Р. Раджамоган                                          |
| 5179 Такесіма (Takeshima)          | 1989 EO1             | 1 березня 1989    | Обсерваторія Ґейсей                 | Тсутому Секі                                           |
| 5180 Оно (Ohno)                    | 1989 GF              | 6 квітня 1989     | Обсерваторія Кітамі                 | Тецуя Фудзі, Кадзуро Ватанабе                          |
| 5181 SURF                          | 1989 GO              | 7 квітня 1989     | Паломарська обсерваторія            | Е. Гелін                                               |
| 5182 Брай (Bray)                   | 1989 NE              | 1 липня 1989      | Паломарська обсерваторія            | Е. Гелін                                               |
| 5183 Робін (Robyn)                 | 1990 OA1             | 22 липня 1990     | Паломарська обсерваторія            | Е. Гелін                                               |
| 5184 Кавальє-Колль (Cavaille-Coll) | 1990 QY7             | 16 серпня 1990    | Обсерваторія Ла-Сілья               | Ерік Вальтер Ельст                                     |
| 5185 Алероссі (Alerossi)           | 1990 RV2             | 15 вересня 1990   | Паломарська обсерваторія            | Генрі Гольт                                            |
| 5186 Доналу (Donalu)               | 1990 SB4             | 22 вересня 1990   | Паломарська обсерваторія            | Браян Роман                                            |
| 5187 Домон (Domon)                 | 1990 TK1             | 15 жовтня 1990    | Обсерваторія Кітамі                 | Кін Ендате, Кадзуро Ватанабе                           |
| 5188 Пейні (Paine)                 | 1990 TZ2             | 15 жовтня 1990    | Паломарська обсерваторія            | Е. Гелін                                               |
| (5189) 1990 UQ                     | 1990 UQ              | 20 жовтня 1990    | Обсерваторія Сайдинг-Спрінг         | Роберт Макнот                                          |
| (5190) 1990 UR2                    | 1990 UR2             | 16 жовтня 1990    | Обсерваторія Кушіро                 | Сейджі Уеда, Хіроші Канеда                             |
| (5191) 1990 VO3                    | 1990 VO3             | 13 листопада 1990 | Обсерваторія Кушіро                 | Сейджі Уеда, Хіроші Канеда                             |
| 5192 Ябукі (Yabuki)                | 1991 CC              | 4 лютого 1991     | Обсерваторія Кітамі                 | Тецуя Фудзі, Кадзуро Ватанабе                          |
| 5193 Танакаватару (Tanakawataru)   | 1992 ET              | 7 березня 1992    | Обсерваторія Кушіро                 | Сейджі Уеда, Хіроші Канеда                             |
| 5194 Боттґер (Bottger)             | 4641 P-L             | 24 вересня 1960   | Паломарська обсерваторія            | К. Й. ван Гаутен, І. ван Гаутен-Ґроневельд, Т. Герельс |
| 5195 Кендлер (Kaendler)            | 3289 T-1             | 26 березня 1971   | Паломарська обсерваторія            | К. Й. ван Гаутен, І. ван Гаутен-Ґроневельд, Т. Герельс |
| 5196 Бустеллі (Bustelli)           | 3102 T-2             | 30 вересня 1973   | Паломарська обсерваторія            | К. Й. ван Гаутен, І. ван Гаутен-Ґроневельд, Т. Герельс |
| 5197 Роттман (Rottmann)            | 4265 T-2             | 29 вересня 1973   | Паломарська обсерваторія            | К. Й. ван Гаутен, І. ван Гаутен-Ґроневельд, Т. Герельс |
| 5198 Фонгюнваг (Fongyunwah)        | 1975 BP1             | 16 січня 1975     | Обсерваторія Цзицзіньшань           | Обсерваторія Червона Гора                              |
| 5199 Дортмунд (Dortmund)           | 1981 RP2             | 7 вересня 1981    | КрАО                                | Карачкіна Людмила Георгіївна                           |
| 5200 Памал (Pamal)                 | 1983 CM              | 11 лютого 1983    | Станція Андерсон-Меса               | Едвард Бовелл                                          |

| Астероїди 1—10000 → |           |           |           |           |           |           |           |           |            |
| 1—100               | 1001—1100 | 2001—2100 | 3001—3100 | 4001—4100 | 5001—5100 | 6001—6100 | 7001—7100 | 8001—8100 | 9001—9100  |
| 101—200             | 1101—1200 | 2101—2200 | 3101—3200 | 4101—4200 | 5101—5200 | 6101—6200 | 7101—7200 | 8101—8200 | 9101—9200  |
| 201—300             | 1201—1300 | 2201—2300 | 3201—3300 | 4201—4300 | 5201—5300 | 6201—6300 | 7201—7300 | 8201—8300 | 9201—9300  |
| 301—400             | 1301—1400 | 2301—2400 | 3301—3400 | 4301—4400 | 5301—5400 | 6301—6400 | 7301—7400 | 8301—8400 | 9301—9400  |
| 401—500             | 1401—1500 | 2401—2500 | 3401—3500 | 4401—4500 | 5401—5500 | 6401—6500 | 7401—7500 | 8401—8500 | 9401—9500  |
| 501—600             | 1501—1600 | 2501—2600 | 3501—3600 | 4501—4600 | 5501—5600 | 6501—6600 | 7501—7600 | 8501—8600 | 9501—9600  |
| 601—700             | 1601—1700 | 2601—2700 | 3601—3700 | 4601—4700 | 5601—5700 | 6601—6700 | 7601—7700 | 8601—8700 | 9601—9700  |
| 701—800             | 1701—1800 | 2701—2800 | 3701—3800 | 4701—4800 | 5701—5800 | 6701—6800 | 7701—7800 | 8701—8800 | 9701—9800  |
| 801—900             | 1801—1900 | 2801—2900 | 3801—3900 | 4801—4900 | 5801—5900 | 6801—6900 | 7801—7900 | 8801—8900 | 9801—9900  |
| 901—1000            | 1901—2000 | 2901—3000 | 3901—4000 | 4901—5000 | 5901—6000 | 6901—7000 | 7901—8000 | 8901—9000 | 9901—10000 |